# Липовский сельсовет (Малосердобинский район)
Липовский сельсовет — муниципальное образование со статусом сельского поселения в Малосердобинском районе Пензенской области Российской Федерации.
Административный центр — село Марьевка.

## История
Статус и границы сельского поселения установлены Законом Пензенской области от 2 ноября 2004 года № 690-ЗПО «О границах муниципальных образований Пензенской области».
22 декабря 2010 года в соответствии с Законом Пензенской области № 1992-ЗПО в состав сельсовета включена территория упразднённого Николаевского сельсовета.

## Население
| 2002  | 2010  | 2012  | 2013  | 2014  | 2015  | 2016  |
| ----- | ----- | ----- | ----- | ----- | ----- | ----- |
| 1076  | ↘839  | ↗1244 | ↘1197 | ↘1139 | ↘1128 | ↘1117 |
| 2017  | 2018  | 2021  |       |       |       |       |
| ↘1110 | ↘1079 | ↘974  |       |       |       |       |

## Состав сельского поселения
| № | Населённый пункт | Тип населённого пункта       | Население |
| - | ---------------- | ---------------------------- | --------- |
| 1 | Колемас          | село                         | ↘70       |
| 2 | Липовка          | село                         | ↘263      |
| 3 | Марьевка         | село, административный центр | ↘240      |
| 4 | Николаевка       | село                         | ↘262      |
| 5 | Огаревка         | село                         | ↘75       |
| 6 | Шингал           | село                         | ↗64       |

## Персоналии
- Журлов, Павел Васильевич (род. 1934) — Герой Социалистического Труда, уроженец села Липовка.